# FK Balkanski Dimitrovgrad
FK Balkanski Dimitrovgrad (Balkanski Dimitrovgrad, Balkanski; srpski ФК Балкански Димитровград, bugarski ФК Балкански Цариброд) je nogometni klub iz Dimitrovgrada, Pirotski okrug, Srbija. 
 
U sezoni 2017./18., nastupa u Zoni "Jug", ligi četvrtog stupnja nogometnog prvenstva Srbije.

## O klubu
Klub je osnovan pod nazivom FK Balkan 1924. godine u tadašnjem Caribrodu. Prije Drugog svjetskog rata je nekoliko puta mijenjao ime. Završetkom rata, 1945. godine, se obnavlja pod nazivom Asen Balkanski. U 1950.-ima dolazi do promjene naziva kluba u Sportist ali je 1960.-ih opet vraćen naziv Asen Balkanski, koji ostaje do 1994. godine kada se klub konačno preimenuje u Balkanski.

## Uspjesi
Niška zona
- prvak: 2010./11.

## Pregled po sezonama
| sezona    | rang lige | liga                | poz.      | klubova u ligi | ut        | pob       | ner       | por       | gol+      | gol-      | bod       | napomene  | izvori    |
| Balkanski | Balkanski | Balkanski           | Balkanski | Balkanski      | Balkanski | Balkanski | Balkanski | Balkanski | Balkanski | Balkanski | Balkanski | Balkanski | Balkanski |
| --------- | --------- | ------------------- | --------- | -------------- | --------- | --------- | --------- | --------- | --------- | --------- | --------- | --------- | --------- |
| 2007./08. | III.      | Srpska liga "Istok" | 6.        | 16             | 30        | 12        | 7         | 11        | 34        | 44        | 43        |           | [ 1 ]     |
| 2008./09. | III.      | Srpska liga "Istok" | 6.        | 15 (16)        | 28        | 9         | 11        | 8         | 34        | 32        | 38        |           | [ 2 ]     |
| 2009./10. | III.      | Srpska liga "Istok" | 14.       | 16             | 30        | 10        | 4         | 16        | 43        | 57        | 34        |           | [ 3 ]     |
| 2010./11. | IV.       | Niška zona          | 1.        | 16             | 30        | 20        | 2         | 8         | 75        | 39        | 61 (-1)   |           | [ 4 ]     |
| 2011./12. | III.      | Srpska liga "Istok" | 14.       | 16             | 30        | 9         | 7         | 14        | 29        | 40        | 34        |           | [ 5 ]     |
| 2012./13. | IV.       | Niška zona          | 7.        | 16             | 30        | 17        | 0         | 13        | 49        | 39        | 51        |           | [ 6 ]     |
| 2013./14. | IV.       | Niška zona          | 4.        | 16             | 30        | 17        | 3         | 10        | 54        | 37        | 54        |           | [ 7 ]     |
| 2014./15. | IV.       | Zona "Jug"          | 2.        | 16             | 30        | 18        | 4         | 8         | 70        | 33        | 58        |           | [ 8 ]     |
| 2015./16. | IV.       | Zona "Jug"          | 9.        | 15 (16)        | 28        | 11        | 4         | 13        | 39        | 50        | 37        |           | [ 9 ]     |
| 2016./17. | IV.       | Zona "Jug"          | 11.       | 16             | 30        | 11        | 5         | 14        | 47        | 60        | 38        |           | [ 10 ]    |
| 2017./18. | IV.       | Zona "Jug"          | 2.        | 16             | 30        | 17        | 3         | 10        | 56        | 42        | 54        |           | [ 11 ]    |

## Poveznice
- srbijasport.net, FK Balkanski Dimitrovgrad, profil kluba
- srbijasport.net, FK Balkanski Dimitrovgrad, rezultati po sezonama
- transfermarkt.com, FK Balkanski Dimitrovgrad, profil kluba
- soccerway.com, FK Balkanski Dimitrovgrad, profil kluba
- rtcaribrod.rs, FK Balkanski